# Stage Four
| Совокупная оценка    | Совокупная оценка |
| Источник             | Оценка            |
| -------------------- | ----------------- |
| Metacritic           | 84/100            |
| Оценки критиков      |                   |
| Источник             | Оценка            |
| The A.V. Club        | A-                |
| Drowned In Sound     | 9/10              |
| Exclaim!             | 9/10              |
| Pitchfork            | 8.1/10            |
| Rock Sound           | 8/10              |
| The Line of Best Fit | 7.5/10            |
| PopMatters           | [ 8 ]             |
| Consequence of Sound | B-                |
| Alternative Press    | 4/5               |
| Kerrang!             | 4/5               |

Stage Four — четвёртый студийный альбом американской пост-хардкор-группы Touché Amoré, а также их дебютный альбом на лейбле Epitaph Records, вышедший 16 сентября 2016 года. Альбом посвящён матери Джереми Болма, вокалиста группы, умершей в октябре 2014 году после продолжительной борьбы с раком, пока Touché Amoré были в туре. Единственным приглашенным исполнителем на альбоме стала инди-фолк-певица Жюльен Бейкер.

## Создание

### Запись и выпуск
Stage Four был записан на Seagrass Studio в Лос-Анджелесе. Продюсером альбома стал Брэд Вуд, до этого работавший с такими группами, как Sunny Day Real Estate, mewithoutYou и Smashing Pumpkins. Перед выпуском альбома группа выложила в сеть четыре сингла: «Palm Dreams» был выпущен 20 июня 2016 года, «Displacement» — 18 июля, «Skyscraper», на котором звучит приглашённая певица Жюльен Бейкер, был опубликован 16 августа, а последний сингл, «Rapture», был опубликован 14 сентября, за два дня до выхода альбома.

### Тематика и название
Мать Джереми Болма умерла после длительной борьбы с раком в канун Хеллоуина, пока Touché Amoré выступали на фестивале Fest 13 в Гейнсвилле, Флорида. Весь альбом посвящён ей. Название альбома «Stage Four» (с англ. — «Четвёртая стадия» или «Стадия Четыре») — игра слов: четвёртый альбом группы является эмоциональной автобиографией вокалиста Touché Amoré. Названия треков также являются говорящими, например, по словам Болма, название трека «Displacement» по-гречески означает метастаз, а в «Palm Dreams» он поёт о том, что никогда полностью не понимал, почему его мать переехала из Небраски в Калифорнию.

## Рецензии
Альбом был положительно встречен критиками. Сайт Metacritic ставит альбому оценку 84/100 на основании 13 рецензий с вердиктом «Universal acclaim» (с англ. — «Всеобщее признание»), а также включает альбом в список лучших альбомов 2016 года на 41 позицию.
Кевин Уорик с сайта The A.V. Club положительно отзывается об альбоме. В своём обзоре он пишет, что Stage Four является «болезненной записью, которая становится настолько же личной для слушателя, как и для её создателя». На треке «Flowers and You» обозреватель замечает влияние эмо, но отмечает, что «шум хардкора» также присутствует на записи. Адам Тернер-Хеффер из Drowned In Sound называет альбом лучшей записью группы, отмечая, что группа в некоторых моментах превзошла ожидания слушателей и стала тяготеть к инди-року, а также пишет, что несмотря на трагический посыл песен, альбом полон надежды. Обозреватель журнала Exclaim! Адам Фейбель сравнивает Stage Four с альбомом Keep You группы Pianos Become the Teeth по тематике песен, а также выделяет треки «Skyscraper», «смутно напоминающий The Cure или The Smiths», и «Palm Dreams», «лучше всего отражающий новое звучание Touché Amoré». Зои Кэмп из Pitchfork называет запись «душераздирающей и безжалостной», а тексты Джереми Болма — «маяком надежды для тех, кто погрузился в тревогу, депрессию или общую неуверенность в себе», и также соглашается с мнением, что Stage Four является лучшей записью группы. Гарет Пирс из журнала Rock Sound отмечает, что несмотря на агрессивное звучание, альбом содержит в себе целую гамму эмоций. Джеймс Эпплярд с сайта The Line of Best Fit отмечает, что группа отошла от своего предыдущего звучания, выраженного на альбомах Parting the Sea Between Brightness and Me и Is Survived By, в сторону более мелодичного. Брайс Эзел из PopMatters отмечает, что главным изменением в звучании группы стало то, что Джереми Болм стал чаще использовать «чистый» вокал взамен скриминга; на Stage Four этот приём используется в песнях «Benediction», «Water Damage» и «Skyscraper». Также он пишет, что если инструментальное звучание группы осталось похожим на предыдущие записи, то тексты стали гораздо глубже.
Крис Коплан из Consequence of Sound ставит альбому оценку B-, утверждая, что хоть звучание группы не сильно изменилось с предыдущего альбома, музыканты знают, «как использовать свою формулу». С альбома он выделяет три трека: «Skyscraper», «Benediction» и «Palm Dreams».

## Список композиций
| №                   | Название                           | Длительность |
| ------------------- | ---------------------------------- | ------------ |
| 1.                  | «Flowers and You»                  | 3:34         |
| 2.                  | «New Halloween»                    | 3:28         |
| 3.                  | «Rapture»                          | 3:12         |
| 4.                  | «Displacement»                     | 2:11         |
| 5.                  | «Benediction»                      | 3:40         |
| 6.                  | «Eight Seconds»                    | 1:32         |
| 7.                  | «Palm Dreams»                      | 2:27         |
| 8.                  | «Softer Spoken»                    | 1:56         |
| 9.                  | «Posing Holy»                      | 2:48         |
| 10.                 | «Water Damage»                     | 3:53         |
| 11.                 | «Skyscraper» (feat. Жюльен Бейкер) | 3:53         |
| 12.                 | «Gather» (бонусный трек)           | 2:34         |
| Общая длительность: | Общая длительность:                | 34:58        |

## Чарты
| Чарт (2016)                            | Высшая позиция |
| -------------------------------------- | -------------- |
| США (Billboard 200)                    | 168            |
| США (Billboard Top Alternative Albums) | 16             |
| США (Billboard Top Hard Rock Albums)   | 6              |
| США (Billboard Independent Albums)     | 18             |
| США (Billboard Top Rock Albums)        | 21             |
| США (Billboard Top Tastemaker Albums)  | 9              |
| Top Vinyl Albums (Billboard)           | 3              |

## Участники записи
- Джереми Болм — вокал
- Тайлер Кирби — бас-гитара, бэк-вокал
- Ник Стейнхардт — гитара
- Клейтон Стивенс — гитара
- Эллиот Бабин — ударные, пианино